# Topór z Wandsbek
Topór z Wandsbek – powieść niemieckiego pisarza Arnolda Zweiga.
Topór... ma zabarwienie wyraźnie antynazistowskie. Wedle samego autora do jego napisania zainspirowała go przeczytana w 1938 roku (kiedy przebywał w Palestynie) krótka notatka prasowa o samobójstwie kata w III Rzeszy.
Rzecz dzieje się w roku 1937, w Hamburgu. Głównym bohaterem jest rzeźnik i gorliwy członek NSDAP Albert Teetjen. Zakład Teetjena znajduje się na skraju bankructwa, z powodu silnej konkurencji.
Żona Alberta, Stina, podsuwa mu pomysł, aby napisał do swego dawnego kolegi z wojska (służyli razem na Litwie), a obecnie bogatego armatora, Hansa Footha z prośbą o pomoc w trudnej sytuacji.
Tymczasem Adolf Hitler nie chce przyjechać do Hamburga, póki nie zostaną straceni czterej komuniści, skazani w naciąganym procesie. Jednakże mistrz topora (w Hamburgu używano co prawda gilotyny, ale skazańcy mieli zostać ścięci toporem na osobiste życzenie Hermanna Göringa) z Magdeburga, choruje obłożnie, zaś dyrektor więzienia, Henryk Koldewey stara się zrobić wszystko co w jego mocy, aby uniemożliwić jego wykonanie, w czym pomagają mu lekarka Kaete Neumeier, która zna od dawna głównego skazańca, Frydka Timmego i córka dyrektora Annette Koldewey.
Tymczasem Footh, który jest również przyjacielem Annette, proponuje Teetjenowi, by ten zastąpił kata z Magdeburga i zarobił przy tej okazji kilka tysięcy marek, tak mu potrzebnych. Albert ochoczo przyjmuje propozycję. Natomiast po wykonaniu wyroku dr Neumeier i Annette Koldewey szukają sposobu na odnalezienie i wywarcie zemsty na nieznanym sobie kacie. Cel ten udaje im się w końcu osiągnąć, zmuszając zaszczutego Teetjena i jego żonę do popełnienia samobójstwa. Oburzeni Hamburczycy okazują katu jawną wrogość i bojkotują jego interes (Tego się nie robi!).
Pod pretekstem tej intrygi powieść ukazuje rozległą panoramę życia pod rządami nazistów.